# 岡田吉弘 (俳優)
岡田 吉弘（おかだ よしひろ、1952年7月10日 - ）は、日本の男性俳優、声優。広島県出身。劇団昴所属。

## 人物
一時期、芸名を緒方 愛香（おがた あいこう）としていた。
特技は空手。趣味は熱帯魚観賞。方言は尾道弁。

## 出演作品

### テレビドラマ
- 赤い魂（1980年）
- 誇りの報酬 第14話「萩原刑事が撃たれた」（1986年、NTV／東宝） - 西新宿署刑事
- 探偵事務所（1994年）
- 火曜サスペンス劇場
  - アリバイの穴（1997年1月28日、NTV / 東映）
  - 女監察医・室生亜季子22・指紋〜通り魔事件の第三の被害者は何をやってもツキのない女〜（1997年5月6日、NTV / 東映） - 荒田正男（広島県呉市役所戸籍担当職員）
- 虹色定期便（1999年） - 加奈子の父
- 義経（2005年） - 使者
- 宿命 第8話（2010年） - カメラマン
- 宿命 1969-2010 -ワンス・アポン・ア・タイム・イン・東京-（2010年） - カメラマン
- 相棒 Season 13（2014年） - 大家
- グーグーだって猫である（2014年）
- 刑事7人（2015年）
- 特命おばさん検事! 花村絢乃の事件ファイル（2015年） - 遺体の第一発見者
- 刑事夫婦2（2016年）

### 映画
- 高瀬舟（1988年）
- グッドモーニングショー（2016年）

### テレビアニメ
1979年
- ルパン三世 (TV第2シリーズ)（1979年 - 1980年）

1983年
- キャッツ♥アイ

1998年
- 剣風伝奇ベルセルク（大臣C）

1999年
- ムーぽん

2000年
- 金田一少年の事件簿（白井虎太郎）

2002年
- ふぉうちゅんドッグす（ペットショップ店主）

2003年
- 人間交差点（裁判長）
- プラネテス（フィリップ・マイヤーズ、課長）

2004年
- クロノクルセイド（店主）
- ケロロ軍曹（「おもちゃの木馬」店主）
- 鋼の錬金術師（老人）
- 勇午 〜交渉人〜（ジェガノフ、神父）

2005年
- 巌窟王（店主）

2009年
- シャングリ・ラ（閣僚A）

2010年
- 名探偵コナン（2010年 - 2013年、土産物店店主、勝本大作）

2011年
- たまゆら〜hitotose〜（2011年 - 2013年、おじさん、男性B、船員） - 2シリーズ

2012年
- CØDE:BREAKER（警察官）

### 劇場アニメ
- 茄子 アンダルシアの夏（2003年、リベラおじさん）
- ももへの手紙（2012年、客）
- 犬王（2022年、長者）

### OVA
- CLUSTER EDGE Secret Episode（2006年、通行人）

### ゲーム
- ラチェット&クランク（2002年、リゾートのオーナー）
- サムライチャンプルー HIPHOPサムライアクション（2006年、レイ）
- ファイナルファンタジーVII リメイク（2020年）

### ドラマCD
- プラネテス ドラマCD“sound marks”（2004年、フィリップ・マイヤーズ）

### 吹き替え

#### 映画
- アウト・オブ・サイト
- 悪魔の棲む部屋（グラス刑事〈ビル・デューク〉）
- アニマルマン（ウィルソン署長〈エドワード・アズナー〉）
- アルナーチャラム 踊るスーパースター（カーッタヴァラーヤン〈ジャナガラージュ〉）
- アンディ・ラウの九龍帝王（トン・チャオスイ〈ン・マンタ〉）※DVD版
- インデペンデンス・デイ（ワトソン〈ビル・スミトロヴィッチ〉[4]）※テレビ朝日版（日本語吹替完全版Blu-rayBOX収録）
- 黄金の七人（アルフォンソ〈マヌエル・サルツォ〉）※テレビ東京版
- クロコダイル・ダンディー2（ウォルター・ライリー〈ジョン・メイロン〉）※テレビ朝日版
- CODE:0000 コード:ゼロ
- 少林サッカー ※インターナショナル版
- スポット（ジーノ〈ジョー・ヴィテレリ〉）
- ツイステッド
- プリティ・ブライド（Tシャツ売り〈マーヴィン・ブレイバーマン〉）
- ぼくの国、パパの国
- ホワイト・ファング ※NHK版
- ムッソリーニとお茶を
- 黙秘 ※ソフト版
- ものすごくうるさくて、ありえないほど近い（スタン〈ジョン・グッドマン〉）
- ロッキー&ブルウィンクル（PG・ビガーショット〈カール・ライナー〉）

#### ドラマ
- アメリカン・ゴシック 〜偽りの一族〜
- ER緊急救命室
  - シーズンⅨ #4（フィル〈ジョー・レンテリア〉）
  - シーズンⅩⅠ #9（Dr.マクファーソン〈スティーヴ・トム〉）
  - シーズンⅩⅡ #15（ロドリゲス〈フアン・カルロス・カントゥ〉）
  - シーズンⅩⅣ #8（警官〈ランディ・マクファーソン〉）
- 宇宙船レッド・ドワーフ号（医者）
- グッド・ワイフ4（クラーク・ヘイデン）
- クリミナル・マインド7 FBI行動分析課
- SHERLOCK（シャーロック）3
- パワーレンジャー・ターボ（トーチタイガー）
- HAWAII FIVE-03
- フレンズ 第1シーズン第9話 （コーヒー・ハウスのマスターのテリー）
- メンタリスト
- 夢見る子犬・ウィッシュボーン（マフ）

#### アニメ
- くまのプーさん（イーヨー）※ポニー・バンダイ版
- くるみ割り人形〜マリーとおかしな仲間たち（将軍〈ジェフ・ベネット〉）
- バグズ・ライフ（モルト、PTフリー）
- ピーター・パン（海賊）※ポニー・バンダイ版
- 101匹わんちゃん（パグ）
- ロビン・フッド（トリガー〈ジョージ・リンゼイ〉）※バンダイ版

### CM
- ACジャパン「おとなもほめよう」
- アコム
- AIG損保
- 大阪ガス ガス空調『省エネの鬼 夏』篇
- かんぽ生命「人生は夢だらけ」キャンペーン いいこと篇
- キリン・ザ・ストロング
- クラッシュ・ロワイヤル
- 健康エコナ
- サントリー胡麻麦茶「ボーダーライン」篇
- 時代劇専門チャンネル今すぐ簡単!WEBご加入ガイド
- スパリゾートハワイアンズTVCM「三世代ヨッシャ!」篇
- PILOT フリクション 居酒屋篇
- フリーダムウォーズ 共闘先生篇
- マイナビウーマン「ピンチはチャンス・実家」篇
- みずほフィナンシャルグループ Jump!STORIES
- 明治「メイジのだいじ・チョコ牛乳」篇

### PV
- BENI「夏の思い出」

### 舞台
1980年
- 地蔵教由来（若者）

1981年
- ジュリアス・シーザー（メサーラ）

1982年
- 御意にまかす（アガジ）
- ヘンリー四世（使者）

1983年
- ヴェニスの商人（サレアリオー）

1984年
- オイディプス王（従臣）
- ハムレット（1984年 - 1992年、ローゼンクランツ、第一の役者）

1985年
- 島清、世に敗れたり（1985年 - 1986年、新聞記者）
- 夏の夜の夢（1985年 - 1986年、スナッグ）

1987年
- グットラック・ハレー（支倉渉）
- 世阿彌
- アズ・イズ
- スタア

1991年
- 春のめざめ（ヘンスヘン、感化院の医者）
- エデンの東（傷痍軍人）
- 椿姫（ガストン）
- クリスマス・キャロル（1991年 - 2002年、今のクリスマスの精霊、ボブ・クラチット、マーレー 他）

1992年
- Road－ロード－（教授）
- 不思議なタイムカプセル

1993年
- レンタル時代

1994年
- 迷える人々

1995年
- 右悩の人々
- 二十日鼠と人間（1995年 - 1997年、ボス）

1996年
- ソワレブルジュワーズ
- がんばらない人

1997年
- 停滞する人
- 夜明け前

1998年
- 青い鳥
- ささくれてる人

1999年
- 夏の砂の上
- 空騒ぎ（ドグベリー）
- いきあたりバッタリ!

2000年
- 罪と罰（イリヤ・ペトローヴィチ）
- 怒りの葡萄（2000年 - 2003年、ノア・ジョード、警官 他）
- ザ・まあミレニアム

2001年
- アルプスの少女ハイジ
- 嘆きの天使（船長）

2002年
- ファニー・マネー

2004年
- コリオレイナス（第五の市民 他）
- 十二人の怒れる男たち（2004年 - 2012年、陪審員6号）

2005年
- 解ってたまるか!（2005年 - 2012年）

2006年
- 億萬長者夫人（砂田馨）
- 鹿鳴館（2006年 - 2007年）

2007年
- エクウス
- ウエスト・サイド物語（2007年 - 2008年）

2009年
- 隣で浮気?（2009年 -2013年、フランク・フォスター）

2010年
- スタア（マンションの管理人）
- プロポーズ

2011年
- クルーシブル―るつぼ―（ヘリック警察署長）

2013年
- 何がすごいの?シェイクスピア!―シェイクスピアを百倍楽しむ法―

2015年
- オンディーヌ（裁判官II）

2016年
- 街と飛行船（牧師）
- ヴェニスの商人（モロッコ王）
- ハーヴェイ（タクシー運転手）

2017年
- ふくろう（ダム男B）

2018年
- 改訂版 無頼の女房（谷雄一）

2021年
- プカプカ漂流記（オッチャンの声）
- ミュージカル 小さな貴婦人

2024年
- とりつくしま